# 康斯坦斯 (肯塔基州)
康斯坦斯（英語：Constance）是位於美國肯塔基州布恩縣的一個非建制地區。

## 地理
康斯坦斯所處的海拔為高於海平面152米（即499英呎），而該地所採用的時區為UTC-5，即北美東部時區（EST）。同時該地設有夏令時間，為UTC-5調快一小時，即UTC-4（EDT）。